# 松山城山ロープウェイ

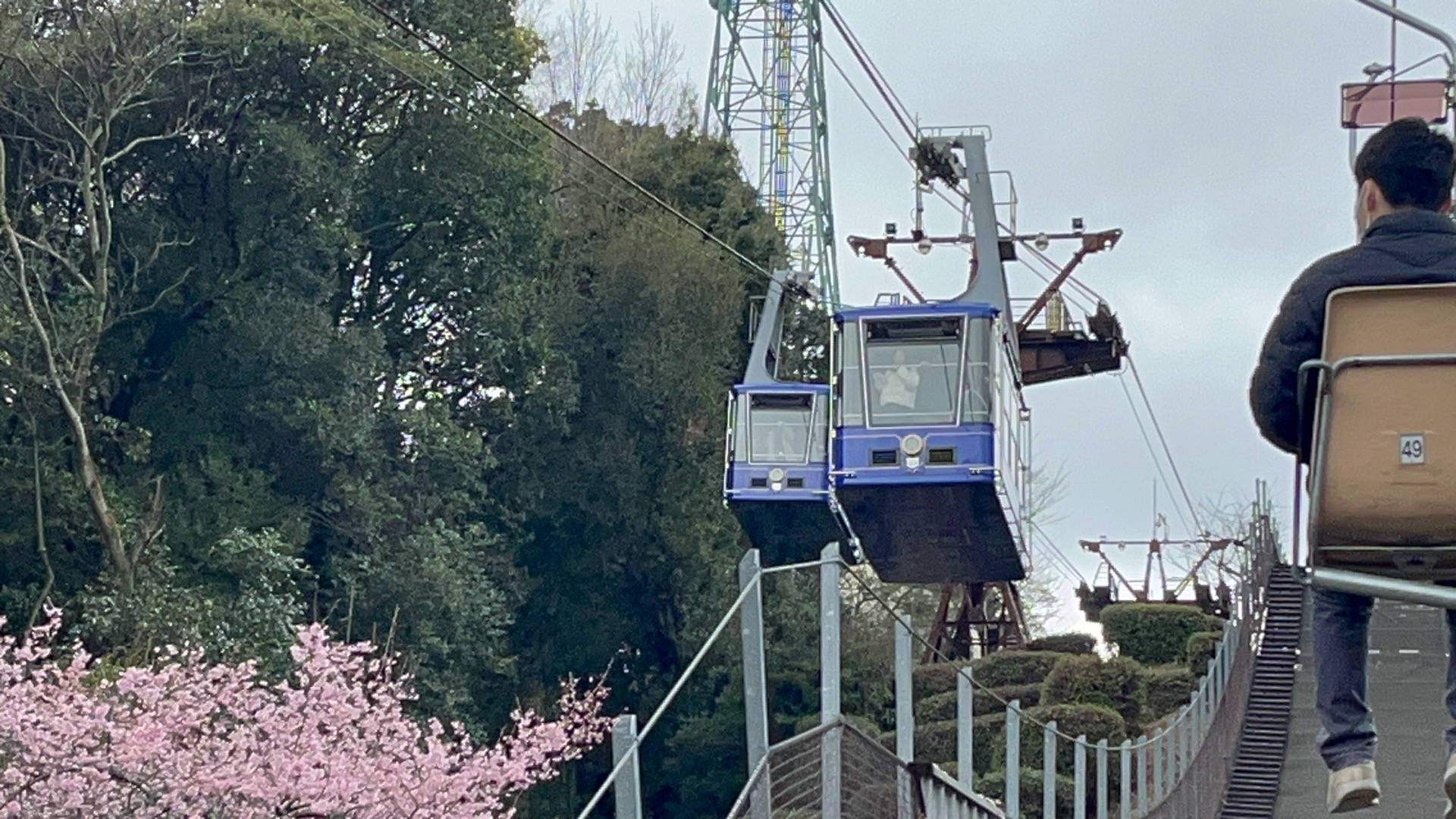
6代目のゴンドラ

松山城山ロープウェイ（まつやまじょうざんロープウェイ）は、松山城への観光ルートを担う愛媛県松山市が所有する索道である。1955年（昭和30年）8月に開設された。2024年（令和6年）2月に更新されたゴンドラで6代目となる。

## 路線データ
- 全長：327m
- 最急勾配：23度08分
- 走行方式：4線交走式
- 定員：35人（乗務員含む、6代目ゴンドラ）[2]
- 運転時分：約3分
- 高低差：62m
- 駅数：2駅

## 駅一覧
- 東雲口（しののめぐち）駅（北緯33度50分40秒 東経132度46分18.5秒 / 北緯33.84444度 東経132.771806度）
  - 1955年（昭和30年）8月開設[1]
  - 2006年（平成18年）2月15日改修[1]
- 長者ヶ平（ちょうじゃがなる）駅（北緯33度50分40秒 東経132度46分5.5秒 / 北緯33.84444度 東経132.768194度）
  - 1955年（昭和30年）8月開設[1]
  - 2019年（平成31年）4月23日改修[1]

## 歴史
- 1955年（昭和30年）8月7日：開業

ゴンドラ、2014年

- 2007年（平成19年）：駅舎までのエントランス「松山ロープウェー街」が、平成19年度国土交通省手づくり郷土賞（地域整備部門）受賞。
- 2008年（平成20年）4月1日：伊予鉄道が松山城関連施設の管理運営を担う指定管理者となる[3]。
- 2024年2月21日：リニューアル記念式典（翌2月22日から新型ゴンドラ運行）[2]。

## リフト
索道施設として松山城山ロープウェイのほかに松山城山リフトがある（搬器87器で定員1名の一人乗り）。こちらの所要時間は約6分である。1966年（昭和41年）7月13日開業。搭乗券はロープウェイとリフトは共通であり、乗るときに選択できる。遊園地のアトラクション的要素で人気があるが、雨天時は原則として運休する。

## ギャラリー

東雲口駅舎
リフト（左）、ロープウェイ（右）
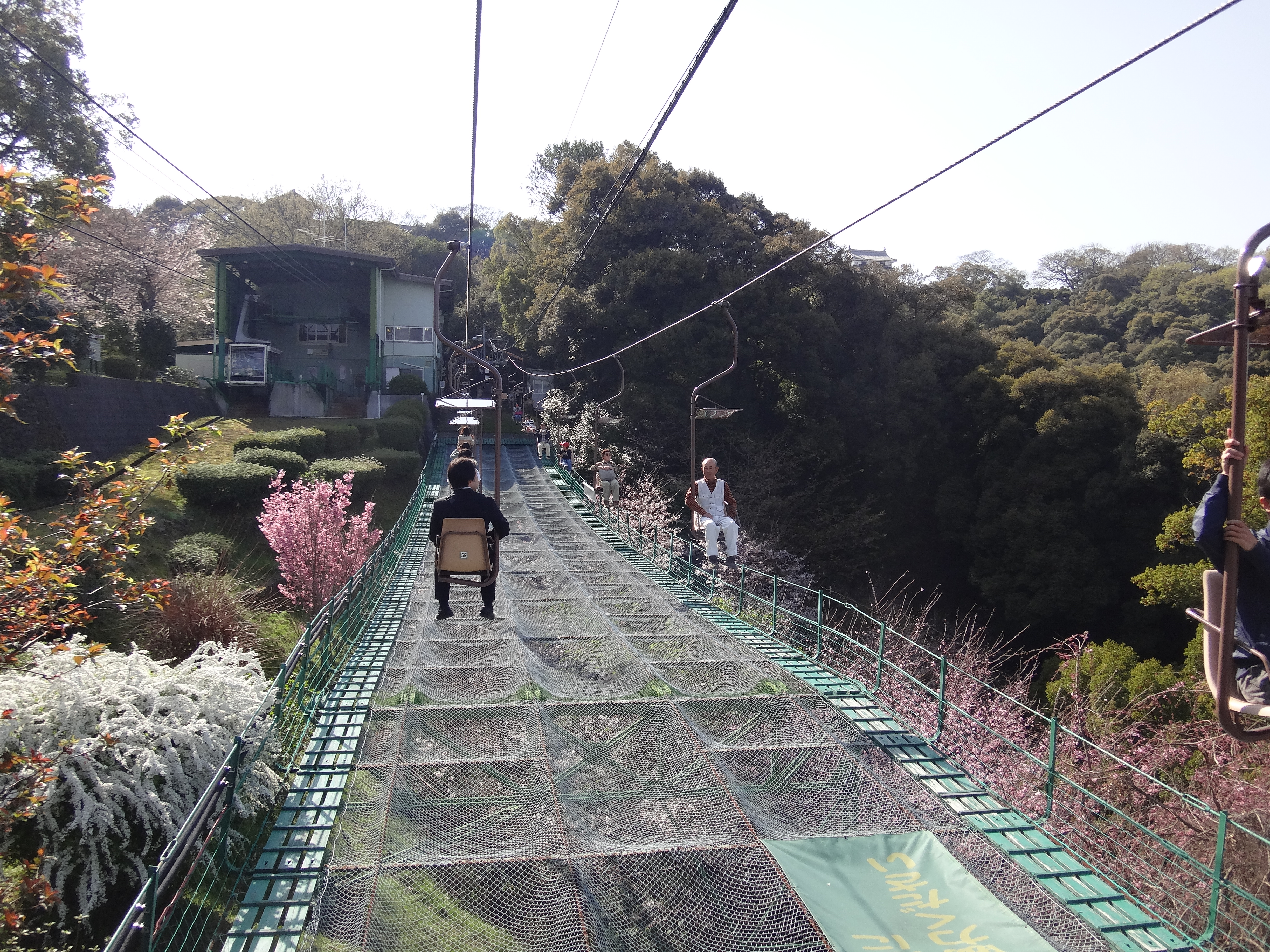
リフト
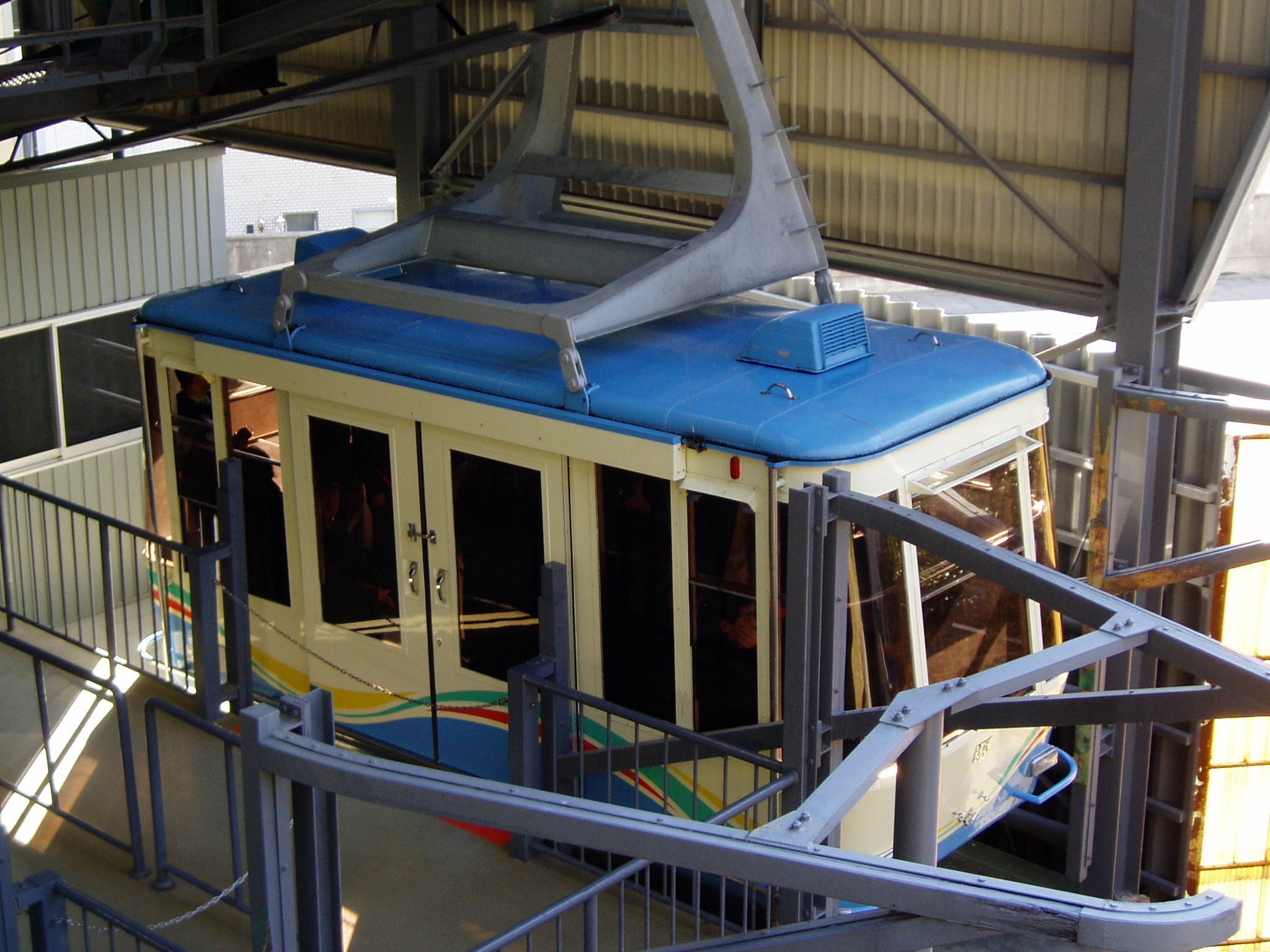
4代目ゴンドラ
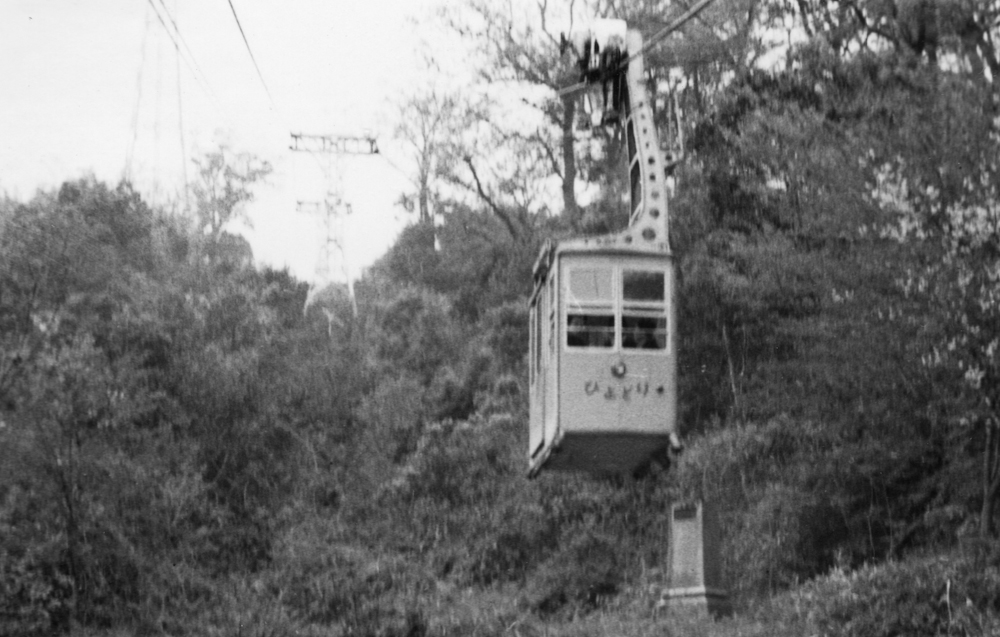
初代ゴンドラ「ひよどり号」
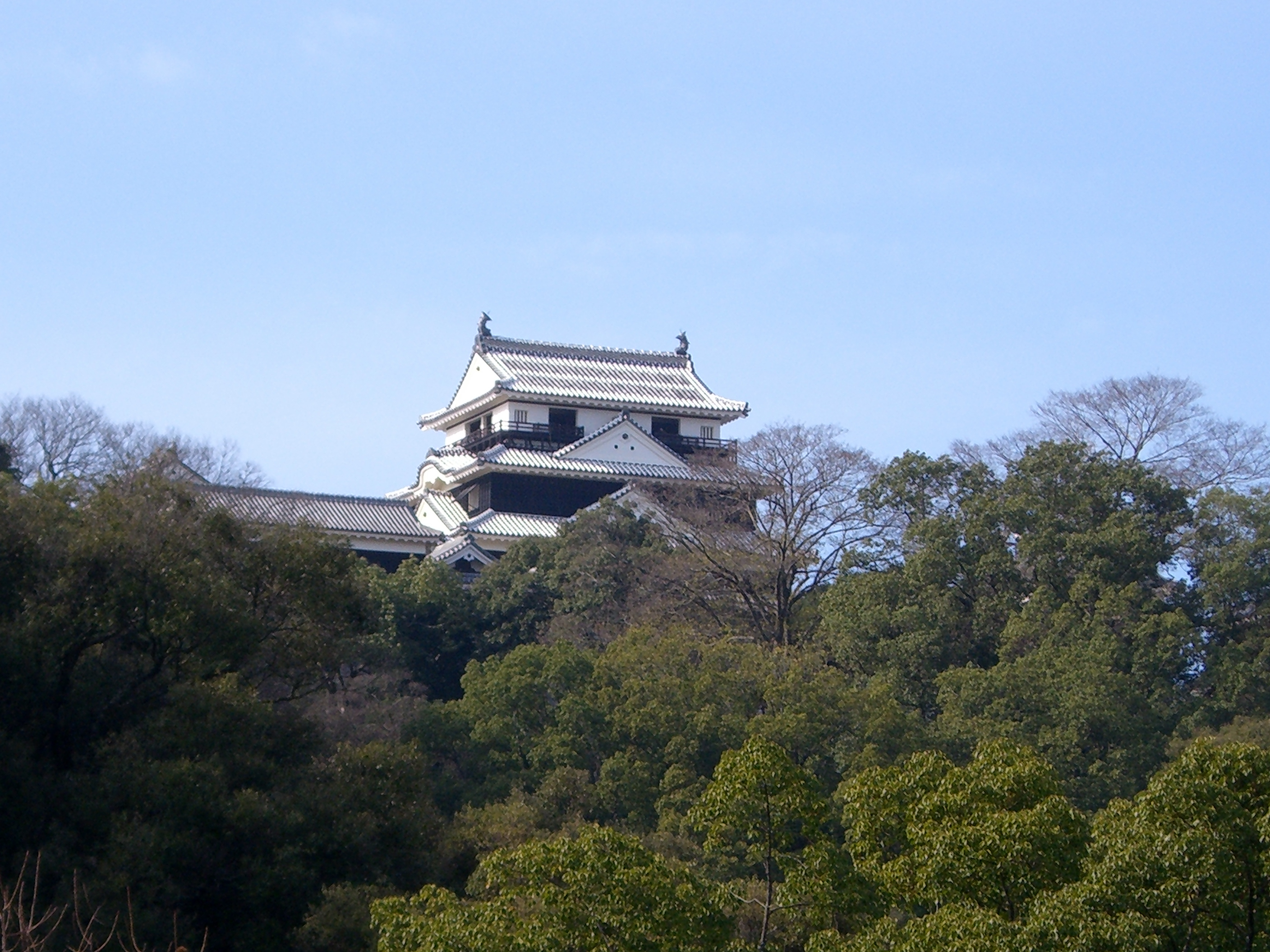
リフトから見える松山城大天守